# Лукиевка
Лукиевка (укр. Лукіївка) — село,
Криничеватский сельский совет,
Никопольский район,
Днепропетровская область,
Украина.
Код КОАТУУ — 1222982808. Население по переписи 2001 года составляло 209 человек.

## Географическое положение
Село Лукиевка находится на берегу пересыхающей речушки, одного из истоков реки Солёная,
ниже по течению на расстоянии в 2 км расположено село Змаганье.
Село вытянуто вдоль реки на 5 км.
Через село проходит автомобильная дорога Т-0435.
Лукиевка получила свое название в 1804 году. Тогда майор и кавалер Василий Петрович Нечаев купил у майора Василия Ивановича Синельникова за 4193 рубля 4192 десятины "при речке Солоной под деревнею Шаривка". Василий Нечаев назвал деревню Лукиевкой по имени своей жены Лукии Алексеевны (урожденной Савицкой).